# آليت شائع
آليت أو العلجوم الظؤور الشائع من جنس علجوم ظؤور في عائلة ضفاجيات. توجد في بلجيكة وفرنسة وألمانيا ولُقصُمبرغ وهُلندة والبرتغال وإسبانيا وسويسره والمملكة المتحدة. يحمل ذكر هذا العلجوم البيض حوله متشابكاً على ظهره وفخذيه حتى يصبحوا جاهزين للفقس، مثله مثل الأنواع الأُخرى الآخرين من الجنس.
موائلها الطبيعية هي الغابات المعتدلة، والغابات الجافة، وأراضي الأشجار القمئية، والأنهار، وبحيرات المياه العذبة، أهوار المياه العذبة، والصحراء المعتدلة، والأراضي الصالحة للزراعة، والمراعي، والمناطق الحضرية . مهددة بفقدان الموائل .

## وصف
جسمها صغير القد يطول نحو 5 سم. جلدها كثير الثعول ينضح مادة زيتية قوية الراحة القريبة الشبه برائحة الثوم. رأسها قليل الاستطالة. عيناها مستديرتان ناشزتان . حدقة عينها عمودية الارتكاز. لسانها مستدير الشكل قليل الحركة . أصابع قوائمها الخلفية نصفية الحظاب. ثوبها إلى السمرة الحنطية يعبق في الظهر و يبهت في البطن. تعيش في المناقع ومجاري الماء. مسرحها دجوي. قوتها الحشرات والديدان.
التسافد
تسافدها وهو فريد في نوعه يتم على الشكل التالي: يعلو العلجوك ظهر العلجومة متمسكا بقائمتيه الأماميتين داعكاً بقائمتيه الخلفيتين خاصرتاها إلى أن ينبجس الدعبل تباعا في سبحتين يرويها بثلخه المخصب ثم يلفها على فخذيه ومؤخر ظهره حتى زمن النقف الذي لا يطول اكثر من ثلاثة أسابيع. عند ذلك يتمرغ في الوحل المغمور بالماء فتخرج البلاعيط من اغشيها و يتخلص من حمله .